# Heilig Hart van Jezuskerk (Zwijndrecht)
De Heilig Hart van Jezuskerk is een kerkgebouw aan de Burgemeester de Bruïnelaan 76 in de Nederlandse plaats Zwijndrecht (Zuid-Holland).
De kerk werd van 1927 tot 1928 gebouwd. Architect H.P.J. de Vries ontwierp voor de Rooms-Katholieke Kerk een zaalkerk met pastorie in traditionalistische stijl. Het schip van de kerk heeft zeven traveeën met rondboogvensters. Iets terugwijkend staat aan de rechterzijde van de kerk, tegen de zuidgevel, een klokkentoren met tentdak. Toren en kerk vormen een ensemble met enkele bijgebouwen, die het geheel verbinden met de pastorie. 
Het kerkgebouw en de geloofsgemeenschap maken sinds 2012 deel uit van de parochie Heilige Theresia van Ávila.

## Bron
- Zwijndrecht.net - Heilig Hart van Jezus
- Reliwiki - Zwijndrecht, Heilig Hart van Jezus